# Lama de Arcos
Lama de Arcos is een plaats (freguesia) in de Portugese gemeente Chaves en telt 425 inwoners (2001).